# Je Khenpo
Je Khenpo (dzongkha: རྗེ་མཁན་པོ་) är ämbetet för Bhutans buddhistiska huvudabbot, d.v.s. landets högsta religiösa auktoritet. Han är bland annat ansvarig för att leda landets klostersystem och Dratshang Lhentshog, som är Bhutans rådgivande organ för religiösa saker. Den nuvarande Je Khenpo är Jigme Chhoeda.
Ämbetet grundades i mitten av 1600-talet och den första Je Khenpo var Pekar Jungney (1651–1672), då Bhutans grundare Ngawang Namgyal delade makten mellan två personen varav en hade världslig makt och den andra hade andlig makt.
Enligt Bhutans grundlag ska kungen välja och nominera Je Khenpo efter en rekommendation från fem höga munkar. Endast kungen och Je Khenpo kan använda den gula kabney-duken i Bhutan.